# ヤン・ジェミン
ヤン・ジェミン（ハングル: 양 재민、1999年〈平成11年〉6月22日 - ）は、大韓民国のプロバスケットボール選手。
B.LEAGUE初の韓国籍選手。
父は元WKBL総長。母は中京大学にバスケ経験を有する元選手。兄のジェヒョクはKBL選手。妹もバスケットボール選手。
ポジションはスモールフォワード。背番号9。ソウル特別市出身。

## 来歴
景福高2年時にスペインのプロクラブに留学し、NBAとFIBAが主催するBWBグローバルキャンプに韓国人として初めて選出された。
延世大学校に進学もNCAAを目指すために中退し、NJCAAのネオショ・カウンティ・コミュニティ・カレッジに入学。
2020年3月末、NCAA1部からオファーが届いたが、新型コロナウイルス感染拡大やブラック・ライヴズ・マターの影響で話し合いの機会を奪われ断念。
6月、日本のB.LEAGUE・信州ブレイブウォリアーズとアジア特別枠として契約。10月20日の三遠ネオフェニックス戦でプロデビュー。
2022年オフ、宇都宮ブレックスに移籍。
2023年6月22日、自身の24歳の誕生日に仙台89ERSへの移籍が発表された。
2025年6月23日、茨城ロボッツに移籍。

### 韓国代表
U16、U17、U18、U19各世代の韓国代表を経験。
U16とU-17では主将を務め、韓国のアジアカップ初優勝、ワールドカップベスト8に導いた。
U19ワールドカップに出場したが、大会直前に負傷して強行出場したものの、結果を残せなかった。